# Egzarchat patriarszy Jerozolimy i Palestyny
Egzarchat patriarszy Jerozolimy i Palestyny – egzarchat Kościoła maronickiego z siedzibą we Wschodniej Jerozolimie, obejmujący maronitów żyjących na obszarze Autonomii Palestyńskiej.
Egzarchat patriarszy Jerozolimy i Palestyny powstał 5 października 1996 przez wyłączenie z terytorium archieparchii Hajfy i Ziemi Świętej, z którą nadal jest związany in persona episcopi, podobnie jak z egzarchatem patriarszym Jordanii.

## Egzarchowie
- abp Boutros Nabil El-Sayah (5 października 1996 - 6 czerwca 2011) – następnie arcybiskup kurialny maronickiego patriarchatu Antiochii
- abp Moussa El-Hage OAM (od 16 czerwca 2012)